# Liste zoologischer Gärten und Aquarien in Australien und Ozeanien
Die Liste zoologischer Gärten und Aquarien in Australien und Ozeanien enthält Zoos und Aquarien in Australien und Ozeanien, sortiert nach Ländern.

## Australien

### Australian Capital Territory
- Australian Reptile Centre, Nicholls
- National Zoo and Aquarium, Yarralumla

### New South Wales
- African Lion Safari (Warragamba), Warragamba (geschlossen)
- Australia Walkabout Wildlife Park, Calga, Central Coast
- Australian Reptile Park, Somersby
- Billabong Koala and Wildlife Park, Port Macquarie
- Birdland Animal Park, Batemans Bay
- Blue Gum Farm Zoo, Milperra (geschlossen)
- Blackbutt reserve, Kotara
- Bullen’s Animal World, Wallacia (geschlossen)
- Ettamogah Wildlife Sanctuary, Ettamogah, Albury
- Fairfield City Farm, Abbotsbury, City of Fairfield
- Featherdale Wildlife Park, Doonside
- Hunter Valley Zoo, Nulkaba
- Koala Park Sanctuary, West Pennant Hills, Sydney
- Mogo Zoo, Mogo
- Potoroo Palace Native Animal Educational Sanctuary (ehemals Yellow Pinch Wildlife Park), Merimbula
- Shoalhaven Zoo, Nowra
- Wild Life Sydney, Darling Harbour, Sydney
- Sydney Aquarium, Darling Harbour, Sydney
- Sydney Zoo, Bungarribee
- Symbio Wildlife Park, Helensburgh
- Taronga Western Plains Zoo, Dubbo
- Taronga Zoo, Sydney
- Wagga Wagga Zoo, Wagga Wagga
- Waratah Park Earth Sanctuary, Duffys Forest, Sydney
- Waterways Wildlife Park, Gunnedah

### Northern Territory
- Alice Springs Desert Park, Alice Springs
- Alice Springs Reptile Centre, Alice Springs
- Crocodylus Park, Darwin
- Territory Wildlife Park, Berry Springs

### Queensland
- Australian Butterfly Sanctuary, Kuranda
- Queensland Zoo, Big Pineapple Woombye, Queensland Sunshine Coast
- Australia Zoo, Sunshine Coast
- Barefoot Bushman Wildlife Park, Airlie Beach
- Billabong Sanctuary, Nome, Townsville
- Brisbane Forest Park, Brisbane
- Cairns Aquarium, Cairns
- Cairns Tropical Zoo, Cairns
- Cairns Wildlife Safari Reserve, Mareeba (geschlossen)
- Currumbin Wildlife Sanctuary, Gold Coast
- Darling Downs Zoo, Clifton
- Flying High Bird Sanctuary, Apple Tree Creek
- David Fleay Wildlife Park, Gold Coast City
- Kumbartcho Sanctuary, Eatons Hill, Brisbane
- Lone Pine Koala Sanctuary, Brisbane
- The Wildlife Habitat Sanctuary, Port Douglas
- Rockhampton Zoo, Rockhampton
- Wild Life Hamilton Island, Hamilton Island

### South Australia
- Adelaide Zoo, Adelaide
- Cleland Conservation Park, Adelaide Hills
- Gorge Wildlife Park, Cudlee Creek
- Monarto Zoo, Monarto
- Parndana Wildlife Park, Parndana, Kangaroo Island
- Urimbirra Wildlife Park, Victor Harbor
- Warrawong Wildlife Sanctuary, Stirling

### Tasmanien
- Bonorong Wildlife Conservation Centre, Brighton
- East Coast Natureworld, Bicheno
- Hobart Zoo
- Tasmania Zoo, Launceston
- Trowunna Wildlife Park, Mole Creek
- Wing’s Wildlife Park, Gunns Plains
- Zoodoo Wildlife Park, Richmond

### Victoria
- Ballarat Wildlife Park, Ballarat
- Halls Gap Zoo, Halls Gap
- Healesville Sanctuary, Healesville
- Kyabram Fauna Park, Kyabram
- Mansfield Zoo, Mansfield
- Melbourne Aquarium, Melbourne
- Melbourne Zoo, Melbourne
- Moonlit Sanctuary Wildlife Conservation Park, Pearcedale
- Werribee Open Range Zoo, Werribee

### Western Australia
- AQWA, Hillarys
- Armadale Reptile Centre, Armadale
- Big Swamp Wildlife Park, Bunbury
- Broome Crocodile Park, Broome
- Caversham Wildlife Park, Whiteman, Perth
- Cohunu Koala Park, Perth
- Marapana Wildlife Park, Karnup (geschlossen)
- Peel Zoo, Mandurah
- Perth Zoo, Perth
- West Australian Reptile Park, Henley Brook
- Wyndham Zoological Gardens and Crocodile Park, Wyndham
- Maru Koala and Animal Park, Grantville, Victoria

## Fidschi
- Kula Eco Park – Sigatoka

## Guam
- Cushing Zoo – Tumon

## Neukaledonien
- Parc Forestier de Nouméa – Nouméa

## Neuseeland
- Auckland Zoo – Auckland
- Brooklands Zoo – New Plymouth
- Caroline Bay Aviary – Timaru
- Franklin Zoo – Tuakau
- Hamilton Zoo – Hamilton
- Kelly Tarlton’s Sea Life Aquarium – Auckland
- Kingdom of Zion – Whangārei
- Kiwi Birdlife Park – Queenstown
- Kiwi House – Otorohanga
- Living Art Wildlife Park – Tauranga
- National Aquarium of New Zealand – Napier
- Natureland Zoo – Nelson
- Orana Wildlife Park – Christchurch
- Otago Museum Butterfly House – Dunedin
- Wellington Zoo – Wellington
- Willowbank Wildlife Reserve – Christchurch

## Papua-Neuguinea
- The Rainforest Habitat – Lae